# Либенау (Хесен)
Либенау (њем. Liebenau) град је у њемачкој савезној држави Хесен. Једно је од 29 општинских средишта округа Касел. Према процјени из 2010. у граду је живјело 3.364 становника. Посједује регионалну шифру (AGS) 6633016.

## Географски и демографски подаци
Либенау се налази у савезној држави Хесен у округу Касел. Град се налази на надморској висини од 176 метара. Површина општине износи 48,9 km². У самом граду је, према процјени из 2010. године, живјело 3.364 становника. Просјечна густина становништва износи 69 становника/km².

## Међународна сарадња
| Мјесто  | Држава   | Врста сарадње | Од    |
| ------- | -------- | ------------- | ----- |
| Либенау | Аустрија | партнерство   | 1991. |
| Извор   |          |               |       |